# История почты и почтовых марок острова Святой Елены
История почты и почтовых марок острова Святой Елены описывает развитие почтовой связи на
острове Святой Елены, расположенном в Атлантическом океане в 1800 км к западу от Африки и являющимся частью заморского владения Великобритании Острова Святой Елены, Вознесения и Тристан-да-Кунья, с административным центром в Джеймстауне. Первые почтовые марки выпущены в 1856 году.

## Развитие почты
История почты острова Св. Елены берёт начало ещё во времена пересылки почтовых отправлений без марок, но до 1815 года на конвертах отправляемых с острова или пересылаемых через него писем не было никаких отметок, которые позволяли бы идентифицировать такие письма. Первое почтовое отделение открылось на острове в 1815 году, и вскоре после этого там стали употреблять ручной резиновый штемпель.
Единственное почтовое отделение на острове Св. Елены находится на главной улице Джеймстауна.

## Выпуски почтовых марок

### Первые почтовые марки
Первая марка острова Святой Елены была выпущена 1 января 1856 года. Это была синяя беззубцовая почтовая марка номиналом 6 пенсов с изображением королевы Виктории.

### Королева Виктория и король Эдуард VII (1856–1908)

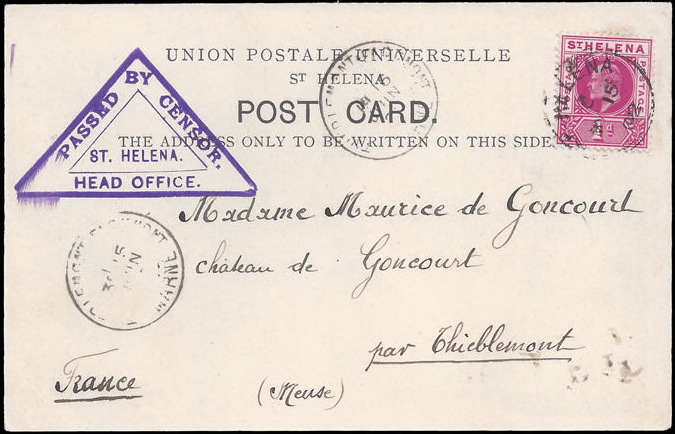
Отправленная во Францию прошедшая цензуру открытка с резиновым штампом главного офиса почтовой цензуры острова Св. Елены «Пропущено цензурой» и однопенсовой почтовой маркой 1902 г. короля Эдуарда VII колониального типа

С 1863 по 1880 год первая марка была выпущена в различных цветах, с зубцовкой и с надпечаткой для каждого номинала от 1 пенни до 5 шиллингов. Марки этого дизайна оставались в обращении до 1884 года, когда для колонии была выпущена новая серия викторианских марок колониального типа.
Викторианские марки колониального типа сменила недолго остававшаяся в обращении серия из двух почтовых марок короля Эдуарда VII колониального типа в 1902 году. В 1903 году была эмитирована новая видовая серия из марок шести номиналов. На трёх марках были изображены король Эдуард и дом правительства, а на трех других — король и причал. В 1908 году была выпущена серия из четырёх марок колониального типа. Их номиналы были дополнительными, которые отсутствовали в видовой стандартной серии 1903 года (2½, 4, 6 пенсов и 10 шиллингов).

### Король Георг V и король Георг VI (1912–1949)

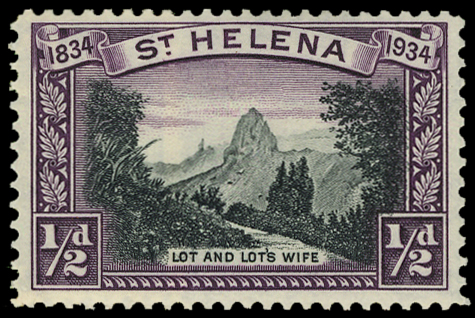
Почтовая марка «Лот и жена Лота», 1934 г.

Стандартные марки короля Георга V 1912—1916 годов были аналогичны стандартному выпуску 1903 года, единственное отличие — профиль короля. Однако на этот раз в серии были марки десяти номиналов: от полпенни до 3 шиллингов. В период между 1912 и 1913 годами вышли почтовые марки колониального типа номиналом 4 пенса и 6 пенсов (не включённые в видовую серию).
Между 1922 и 1937 годами был выпущен новый стандартный выпуск. Изготовленный по рисунку уроженца острова Св. Елены, почтмейстера Томаса Р. Брюса (Thomas R. Bruce), он был похож на видовую серию 1912—1916 годов, но вместо дома правительства или причала на этих марках была изображена эмблема острова Святой Елены — трехмачтовое парусное судно у двух больших скал. Его номиналы варьировались от полпенни до 1 ф. ст., при этом существует множество разновидностей, таких как сломанная главная мачта, разорванный флаг и скала с расщелиной.
В 1934 году вышла первая памятная серия острова Святой Елены. Это была серия марок 10 номиналов до 10 шиллингов, посвящённая столетию британской колонизации острова (1834—1934). В 1935 году был выпущен омнибусный выпуск Агентства короны (англ. Crown Agents), отметивший серебряный юбилей правления короля Георга V.
Первой серией короля Георга VI стал коронационный выпуск 1937 года. Между 1938 и 1949 годами была выпущена новая стандартная марка с изображением короля Георга VI и эмблемы колонии. Однако её дизайн полностью отличался от серии марок с эмблемой 1922 года. Все памятные серии, выпущенные во время его правления, были омнибусными выпусками Агентства короны:
- Коронация короля Георга VI (19 мая 1937 г.)
- Победа (21 октября 1946 г.)
- Королевская серебряная свадьба (20 октября 1948 г.)
- 75-летие ВПС (10 октября 1949 г.)

### Королева Елизавета II (1953–2022)

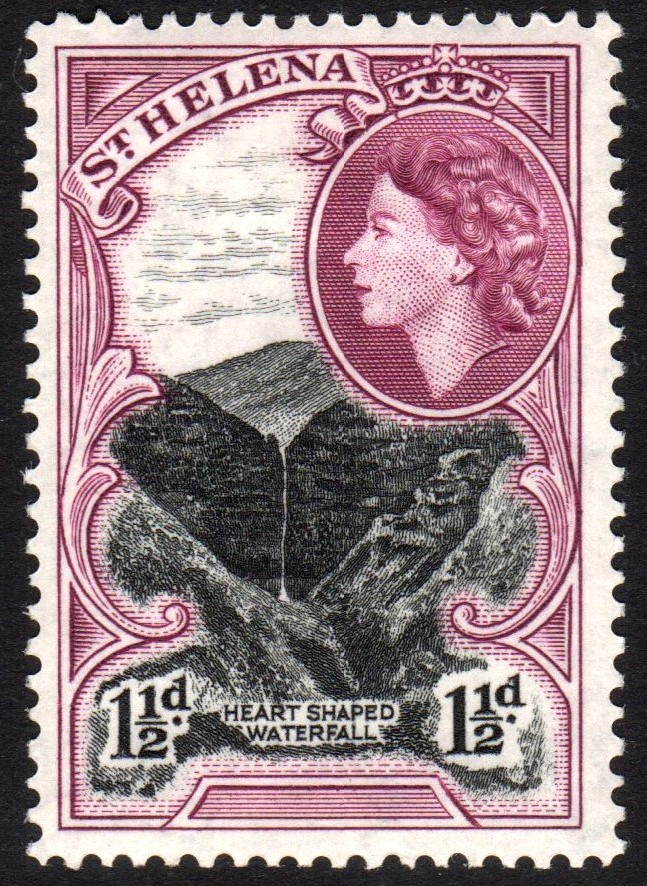
Почтовая марка с видом водопада в форме сердца, 1953 г.

Первый выпуск королевы Елизаветы был посвящён коронации 1953 года, за которым последовал стандартный выпуск, появившийся месяц спустя. Выпуски были в основном коммеморативными или омнибусными.
В 1974 году был выпущен первый почтовый блок острова Св. Елены.

### Эмиссионная политика
Остров Святой Елены регулярно выпускает памятные марки и до сих пор участвует в омнибусных выпусках Агентства короны.

## Другие виды почтовых марок

### Почтово-благотворительные марки
12 октября 1961 года на четырёх почтовых марках островов Тристан-да-Кунья после извержения на вулкана и эвакуации всех жителей островов на остров Св. Елены были сделаны надпечатки текста англ. «St. Helena/Tristan Relief» («Остров Св. Елены/Помощь островам Тристан») и нового тарифа, который должен был направляться в специальный фонд для оказания помощи беженцам. Эти почтово-благотворительные марки продавались в течение недели, было продано только 434 комплекта этой серии, в основном туристам с посетившего остров круизного лайнера. Всего за них было выручено £ 108. Серия была отозвана из обращения 19 октября. Этот выпуск выделяется тем, что хотя валютой островов Тристан-да-Кунья в то время были южноафриканские рэнды и центы, тем не менее тариф благотворительной надпечатки был деноминирован в фунтах стерлингов, ходивших тогда на острове Св. Елены. По мнению авторов Большого филателистического словаря, это один из самых редких выпусков современных марок мира.